# 152 mm M1943
Il '152 mm M1943, altresì indicato come D-1, è stato un obice prodotto in Unione Sovietica durante la seconda guerra mondiale. Rimase in servizio per lungo tempo dopo la fine del conflitto e fu esportato in Asia e Africa, dove alcuni paesi ancora lo tengono in servizio.
Il D-1 fu sviluppato, sotto la guida di F.F. Petrov, dallo stabilimento di Motovilikha. L'obice utilizzava la canna del precedente obice 152 mm M1938 e l'affusto dell'obice 122 mm M1938. Sulla canna venne aggiunto un freno di bocca. L'arma disponeva di munizioni ad alto esplosivo, perforanti ed a frammentazione. La gittata massima era di 12,4 km e ne furono realizzati 2.827 esemplari, mille dei quali durante la guerra.
Il pezzo veniva utilizzato dalle divisioni di artiglieria e dalle unità della riserva strategica. Rimase in servizio fino ai tardi anni 1980.